# Le Carton voyageur
Le Carton voyageur (anciennement, le Cartopole) est un musée municipal consacré à la carte postale, situé à Baud, dans le département du Morbihan, en région Bretagne. Labellisé Musée de France depuis 2017, il présente le plus important fonds patrimonial public de France en la matière avec une collection de plus de 120 000 cartes postales. Illustrant tous les aspects de la vie quotidienne en Bretagne, en France ou à l'étranger, les collections couvrent le XXe siècle et le XXIe siècle, avec une prédilection pour les années 1900-1920. On y retrouve notamment une collection de cartes postales ayant appartenu au folkloriste Bernard de Parades, une autre de l'éditeur Hamonic ainsi que les dessins préparatoires de Charles Homualk, donnés par ce dernier.
Le musée est créé en juin 1996 pour faciliter la valorisation d'un premier achat de cartes postales anciennes sur la Bretagne historique. Face à des collections de plus en plus importantes, il déménage en 2015 pour investir des locaux plus grands. C'est à cette occasion qu'il abandonne le nom de Cartopole pour Le Carton voyageur.

## Histoire
En 1995, le maire de Baud, Yves Le Roy, un couple de collectionneurs de cartes postales, les Leclère, et le bibliothécaire de la commune, James Éveillard, décident de constituer un fonds patrimonial de cartes postales anciennes consacrées à la Bretagne. À l'aide du fonds régional d'acquisition des bibliothèques, la commune rassemble une collection de 12 000 cartes postales datant essentiellement des années 1900-1920 et crée le Conservatoire régional de la carte postale.
Afin de rendre accessibles les documents au plus grand nombre et de développer l’attractivité touristique de la commune, un musée est fondé l'année suivante, en juin 1996 : le Cartopole. Situé rue d'Auray, l'établissement dispose d'un espace d'exposition de 98 m2 aménagé comme une place de village du début du XXe siècle avec la boutique du photographe, le café, la gare.
En décembre 2011, l'association Cartopole est dissoute et la direction du musée est transférée à la mairie de Baud.
Le Cartopole intègre en septembre 2015 les locaux du Quatro, le nouveau pôle culturel de la commune. Ce déménagement amène le musée à changer de nom ; il devient Le Carton Voyageur - musée de la carte postale. L'établissement occupe une surface de 310 m2 dont 220 m2 d'espaces d'exposition, en plus des 20 m2 de réserve. La muséographie a été confiée aux nantais Laurence Chabot et Bernard Dagan.
En 2017, le musée reçoit l’appellation Musée de France,.

## Fréquentation
Pour des raisons techniques, il est temporairement impossible d'afficher le graphique qui aurait dû être présenté ici.

## Collections
Depuis sa création, le musée a rassemblé plus de 120 000 cartes postales : 75 000 d'entre elles sont consacrées à la Bretagne historique, les autres illustrent diverses régions françaises et des pays étrangers. Les fonds couvrent majoritairement la période 1900-1920, considérée comme l'âge d'or de la carte postale, et illustrent tous les aspects de la vie quotidienne. L'établissement conserve également 7 500 croquis préparatoires de Charles Homualk, illustrateur de cartes postales, ainsi que mille plaques photographiques.
Les collections du Carton voyageur sont enrichies en permanence. De nombreux dons et legs, allant de quelques cartes postales à plusieurs centaines, sont enregistrés chaque année. C'est le choix que posent plusieurs particuliers, notamment Charles Homualk pour ses croquis ou les Leclère pour une partie de leur collection. Depuis la labellisation, les dons doivent être validés par la commission scientifique régionale des Musées de France avant de rejoindre les fonds du musée.
Le musée accepte également les dépôts et mises à disposition, autant de particuliers que de personnes morales[source secondaire nécessaire]. Parmi les plus importants, on retrouve le fonds Salaün de la bibliothèque municipale de Saint-Brieuc (plus de 13 600 pièces), le fonds de l'éditeur Hamonic (près de 6 700 pièces) ou encore les cartes postales de la bibliothèque municipale de Brest (plus de 1 700).
Le Carton voyageur mène enfin une politique d'acquisition soutenue[passage promotionnel], grâce au fréquent concours du fonds régional d'acquisition des bibliothèques (FRAB). Entre 1990 et 2005, 219 600 euros ont été accordés à Baud, hissant la commune en seconde position du montant des subventions FRAB, entre Rennes et Brest. Lors d'un colloque à Caen en 2005, un agent de la DRAC Bretagne affirme que « les autres bibliothèques reconnaissent
la légitimité de ce conservatoire régional et, leurs achats quand il y en a, se
font en concertation avec cet établissement ». Grâce à ce soutien financier non négligeable, les thématiques des collections sont variées et concernent aussi bien la Bretagne que la France entière : le patrimoine maritime (fonds Cazeils) ou l'industrie (fonds « Lumières ») par exemple. L'établissement est en outre entré en possession de collections de cartes postales réunies par des personnalités, comme Germain Dalin ou Bernard de Parades.

Cartes postales issues des fonds
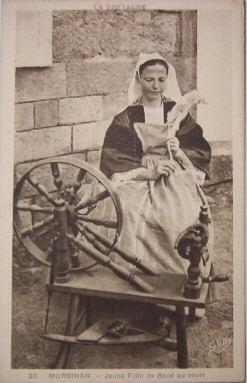
Jeune fille de Baud au rouet.
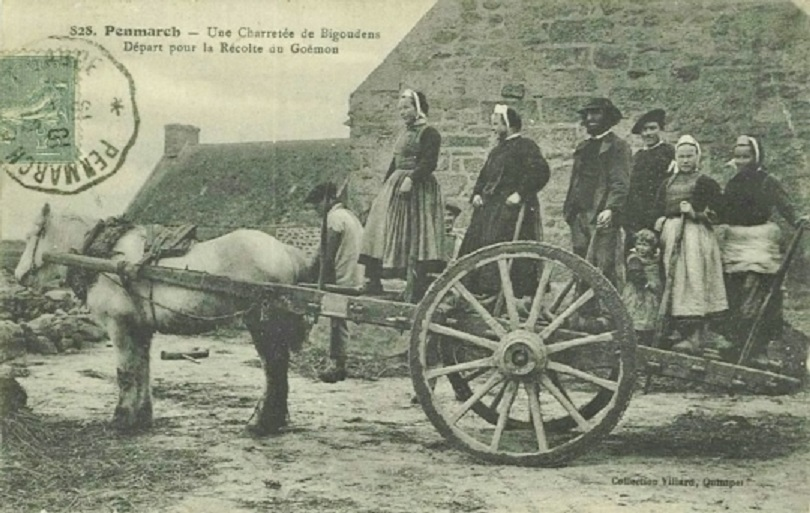
Une charretée de Bigoudens.
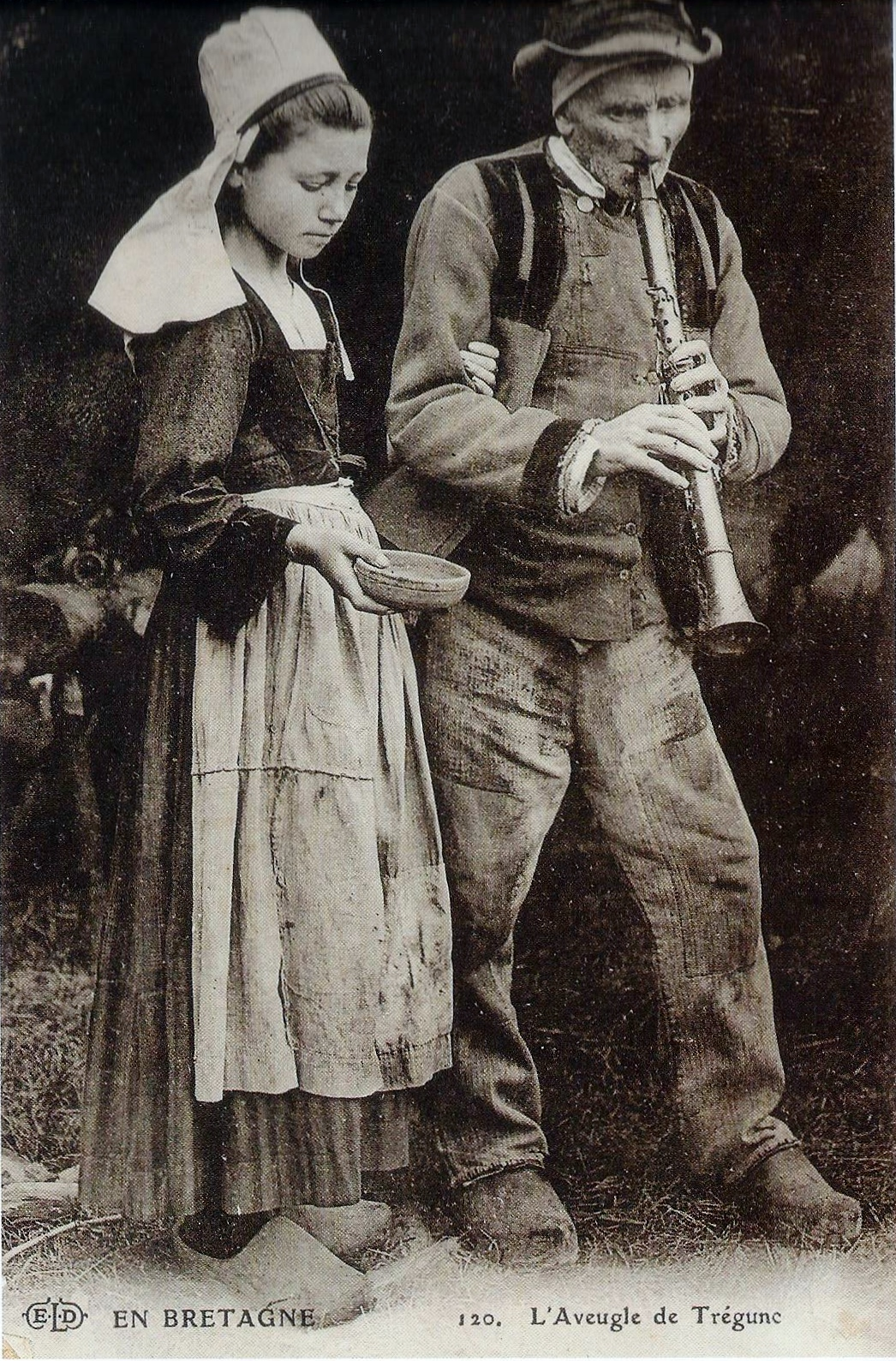
L'aveugle de Trégunc.

La numérisation et l'indexation des collections ont débuté dès la création du musée, en 1995. Une première base de données, disponible sur l'intranet, est lancée en 1998. Deux ans plus tard, un service de reproduction et de visualisation en haute définition est proposé au public. Depuis 2003, le site Internet du musée présente une base de données intitulée Cartolis, permettant une recherche par lieux ou mots-clés, le zoom sur les cartes, la commande de reproductions, la création d'albums personnels, l'annotation des cartes et l'envoi de cartes postales virtuelles[réf. souhaitée]. Une seconde version du site, nommée Cartolis 2, est lancée en 2007, dotée d'un budget de 117 000 euros. La base de données a rejoint le portail Collections du Ministère de la Culture et de Bretania, la bibliothèque numérique de la région Bretagne, respectivement en 2010 et 2014. En 2019, plus de 87 000 documents sont accessibles sur Cartolis qui est régulièrement mis à jour.
En 2019, le Cartopole noue un partenariat avec Google. 13 000 cartes postales peuvent être visualisées sur l'application Google Arts & Culture dans le but « de toucher la génération des Millennials » grâce à des expositions en ligne, une visite virtuelle du musée ou de courtes vidéos. La direction espère ainsi « susciter l’envie de venir au musée, c’est une nouvelle porte d’entrée pour ceux qui n’y viennent pas spontanément ou pour ceux qui ne s’intéressent pas à la carte postale ancienne ».

## Gestion et politique culturelle

### Fonctionnement
En 2012, la commune de Baud reprend la gestion du musée. Depuis cette date, il est dirigé par Christelle Lamour, directrice des services culturels et responsable du pôle Le Quatro. Elle a pris la succession de James Éveillard, bibliothécaire de la commune et cofondateur du Conservatoire régional de la carte postale. Il était directeur de l'établissement dès sa création.
Outre la direction, le musée emploie deux agents à temps plein chargés de l'accueil, de la médiation et des collections,.

### Action et médiation culturelle

#### Accessibilité
Le parcours semi-permanent autant que les expositions temporaires sont accessibles aux personnes à mobilité réduite. Pour les malentendants, le musée propose une boucle magnétique. Les médiatrices sont formées pour mener des visites adaptées aux personnes avec un handicap mental.
Les textes des parcours, traduits en trois langues : anglais, breton et gallo, sont disponibles à l'accueil ou en téléchargement sur le site internet.

#### Expositions
Depuis 2015, le musée dispose d'une salle de 170 m2 pour son exposition principale « Bretagne recto-verso ». Elle propose d'aborder différents thèmes sur la Bretagne comme la religion, les costumes, les paysages, dans le but de faire découvrir cette région à travers des cartes postales, mais aussi des objets d'art, des documents audiovisuels et des outils multimédias. Il s'agit d'un parcours semi-permanent car les collections présentées au public sont renouvelées chaque début d'année.
Parallèlement à l'espace consacré au parcours permanent, une salle d'une superficie de 50 m2 est réservée aux expositions temporaires. Ces dernières sont organisées chaque année, entre février et décembre, autour d'un thème spécifique en lien avec la carte postale, afin « positionner le musée comme pôle de référence de la carte postale en France »[source secondaire nécessaire],.
- en 2016 : Charles Homualk, à la rencontre des arts et des traditions populaires
- en 2017 : La femme dans l'Art nouveau
- en 2018 : ExplorAfrique - Cultures africaines sous le regard de photographes
- en 2019 : Le Corbusier, de la carte postale à l'œuvre d'art
- en 2020 : Pop ou pas pop ? Cartes postales, Pop culture et œuvres d’art
- en 2021: Échappées Photographiques Bretonnes - ( Prolongé jusque mi-mars 2022)
- en 2022: Geo-Fourrier, entre Japon et Bretagne - ( Jusqu'au 31 Décembre 2022 )

Les expositions
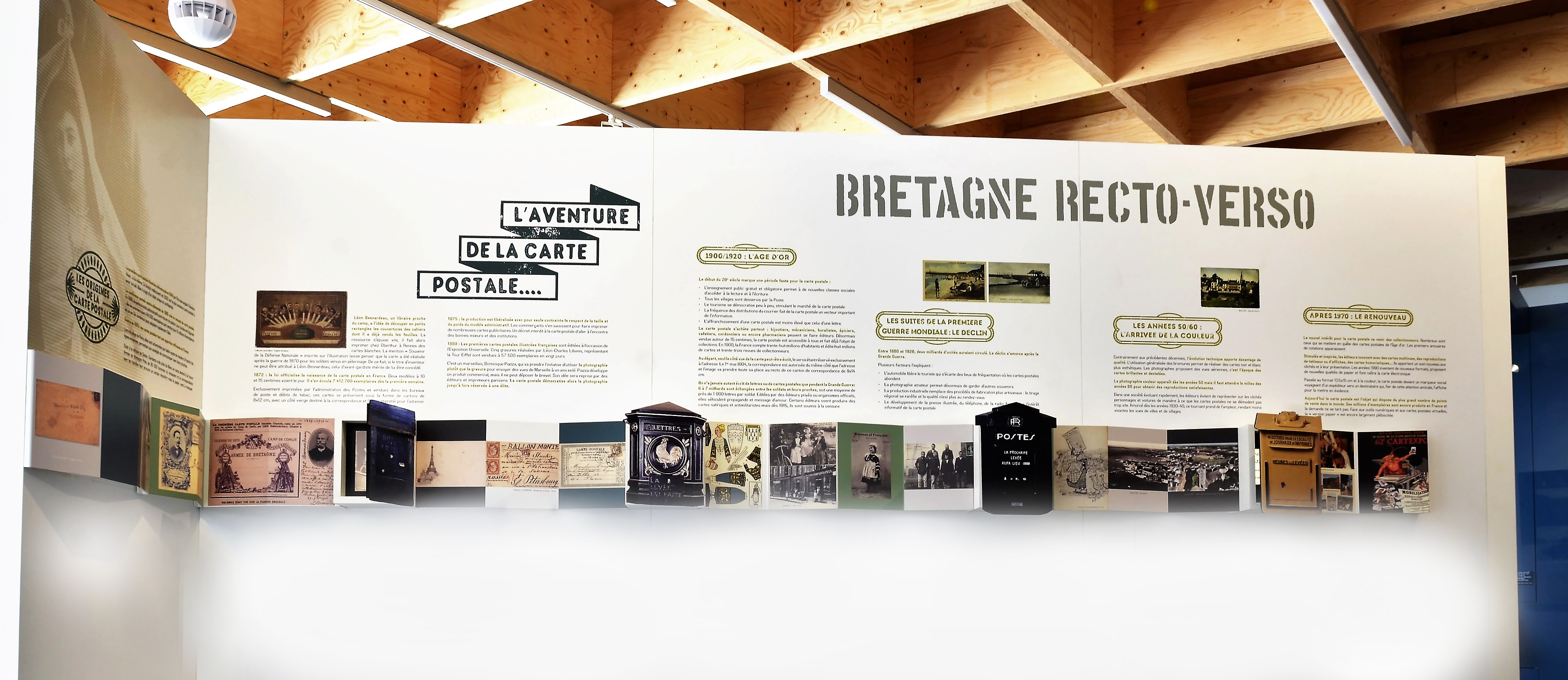
Parcours semi-permanent.
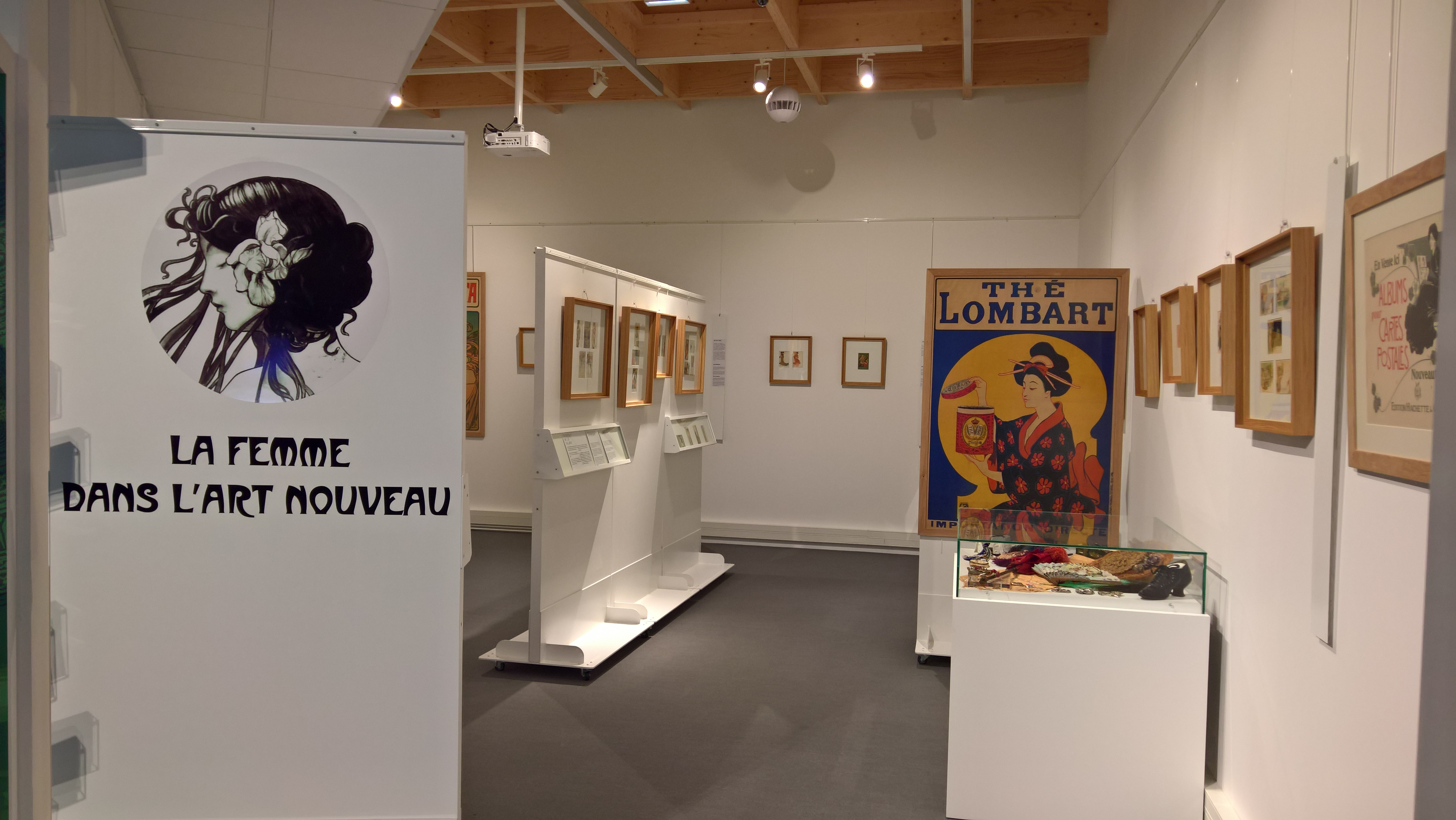
Exposition temporaire de 2017.

Le musée dispose en complément d'un service de prêt d'expositions temporaires, inauguré en février 2013. Il met en location trois expositions thématiques de 14 panneaux, liés à la Bretagne traditionnelle, ou propose de créer des expositions sur-mesure[source secondaire nécessaire].

#### Services aux publics
Le Cartopole participe depuis 2012 aux événements culturels nationaux tels que les journées européennes du patrimoine ou la nuit européenne des musées,. Depuis sa création, le musée multiplie à une échelle plus modeste des activités et animations à destination de tous les publics : comme le salon de la carte postale ou autres activités artistiques,,,.

### Fréquentation et politique tarifaire
Depuis l'attribution du label Musée de France en 2017, les visites sont comptabilisées par le ministère de la Culture :
| Année     | 2017  | 2018  |
| --------- | ----- | ----- |
| Visiteurs | 2 631 | 2 834 |